# Sarmizegetusa
Sarmizegetusa (também Sarmisegetusa, Sarmisegethusa, Sarmisegethuza; em latim: Sarmizegetusa Regia; em grego: Ζαρμιζεγεθούσα, transl. Zarmizegethousa ou Ζερμιζεγεθούση, transl. Zermizegethouse) foi o principal centro militar, religioso e político da Dácia. Erguida sobre o alto de uma montanha de 1200 metros de altitude, a cidade-fortaleza era o centro de um sistema defensivo estratégico localizado nas Montanhas Orăştie (na atual Romênia), que consistia de seis cidadelas.
A fortaleza, um quadrilátero formada por gigantescos blocos de pedra (Muro Dácico), foi construída sobre cinco terraços, e ocupa uma área de quase 30 000 metros quadrados. Sarmizegetusa também era o local de um recinto sagrado - um dos mais importantes (e o maior) santuário dácio.
Os civis viviam em torno da fortaleza, no sopé da montanha e em terraços construídos pelo homem. A nobreza dácia tinha água corrente, transportada através de canos de cerâmica até suas residências. O inventário arqueológico descoberto no sítio mostra que a sociedade dácia tinha um alto padrão de vida.
A capital dácia atingiu seu ápice sob o domínio do rei Decébalo, que travou duas guerras contra o imperador romano Trajano (ver: Guerras Dácias). Na primeira delas, em 101-102, Decébalo conseguiu expulsar com sucesso os invasores romanos, porém na segunda, em 105-106, durante a qual ocorreu a Batalha de Sarmizegetusa, os dácios foram derrotados. Os conquistadores romanos estabeleceram ali um posto militar, e, posteriormente, a capital da Dácia romana, fundada a 40 quilômetros do local, recebeu seu nome em homenagem à capital Dácia - Colônia Úlpia Trajana Augusta Dácica Sarmizegetusa.
Seis fortalezas dácias — Sarmizegetusa, Blidaru, Piatra Roşie, Costeşti, Căpâlna e Băniţa - que faziam parte do sistema defensivo organizado por Decébalo são consideradas Patrimônio da Humanidade pela UNESCO.